# Matthias Pfannenmüller
Matthias Pfannenmüller (Norimberga, 24 novembre 1920 – ...) è stato un ciclista su strada e pistard tedesco.
Concluse al secondo posto il Deutschland Tour del 1950 dietro il belga Roger Gyselinck e nel 1953 fini terzo i Campionati nazionali; fu selezionato in due occasioni per partecipare ai Campionati del mondo di ciclismo su strada.

## Palmares

### Strada
- 1948 (Dilettanti, una vittoria)

Rund um Köln amateure
- 1949 (Expresse, cinque vittorie)

Hochland Rundfahrt
Quer durchs Bayerische Hochland
1ª tappa Echarpe d'or "Torpedo" (Schweinfurt > Stoccarda)
Classifica generale Echarpe d'or "Torpedo"
11ª tappa Deutschland Tour (Friburgo in Brisgovia > Waldshut-Tiengen)
- 1950 (Expresse, una vittoria)

Classifica generale Schwarzwald Rundfahrt

### Pista
- 1948 (Dilettanti, una vittoria)

Campionati tedeschi, Persecuzione a squadre dilettanti (con Gerhard Stubbe, Heinrich Rühl e Gotthard Dinta)

### Altri successi
- 1948 (Dilettanti, una vittoria)

Campionati tedeschi, Cronometro a squadre dilettanti (con Gerhard Stubbe, Heinrich Rühl e Heinz Jakobi)

### Competizioni mondiali
- Campionati del mondo

Varese 1951 - In linea: ?
Lugano 1953 - In linea: ?